# Rhamnus prinoides
Rhamnus prinoides är en brakvedsväxtart som beskrevs av L'hér.. Rhamnus prinoides ingår i släktet getaplar, och familjen brakvedsväxter. Inga underarter finns listade i Catalogue of Life.

## Bildgalleri

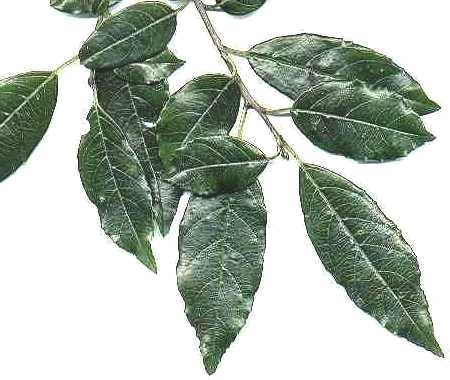
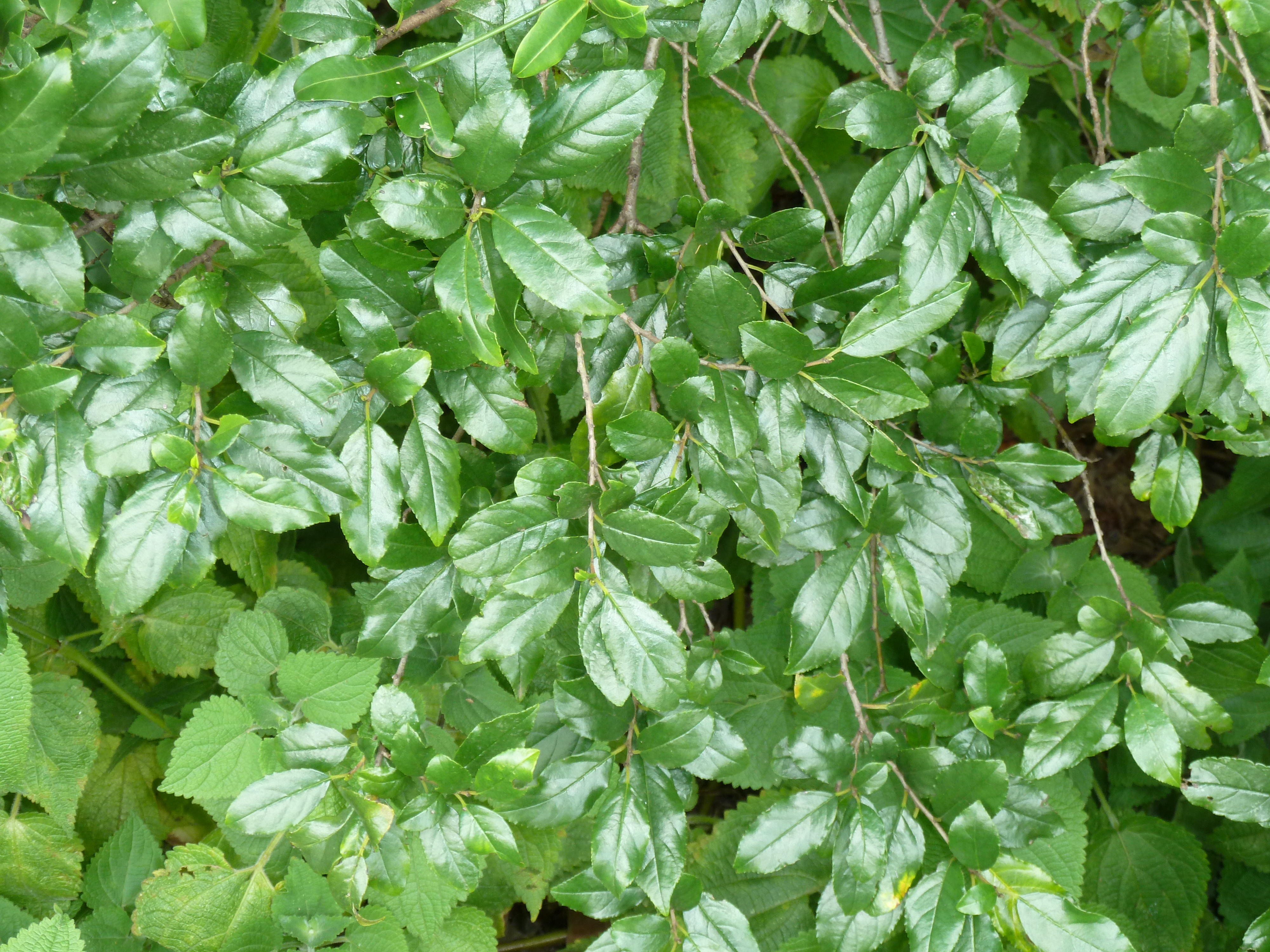
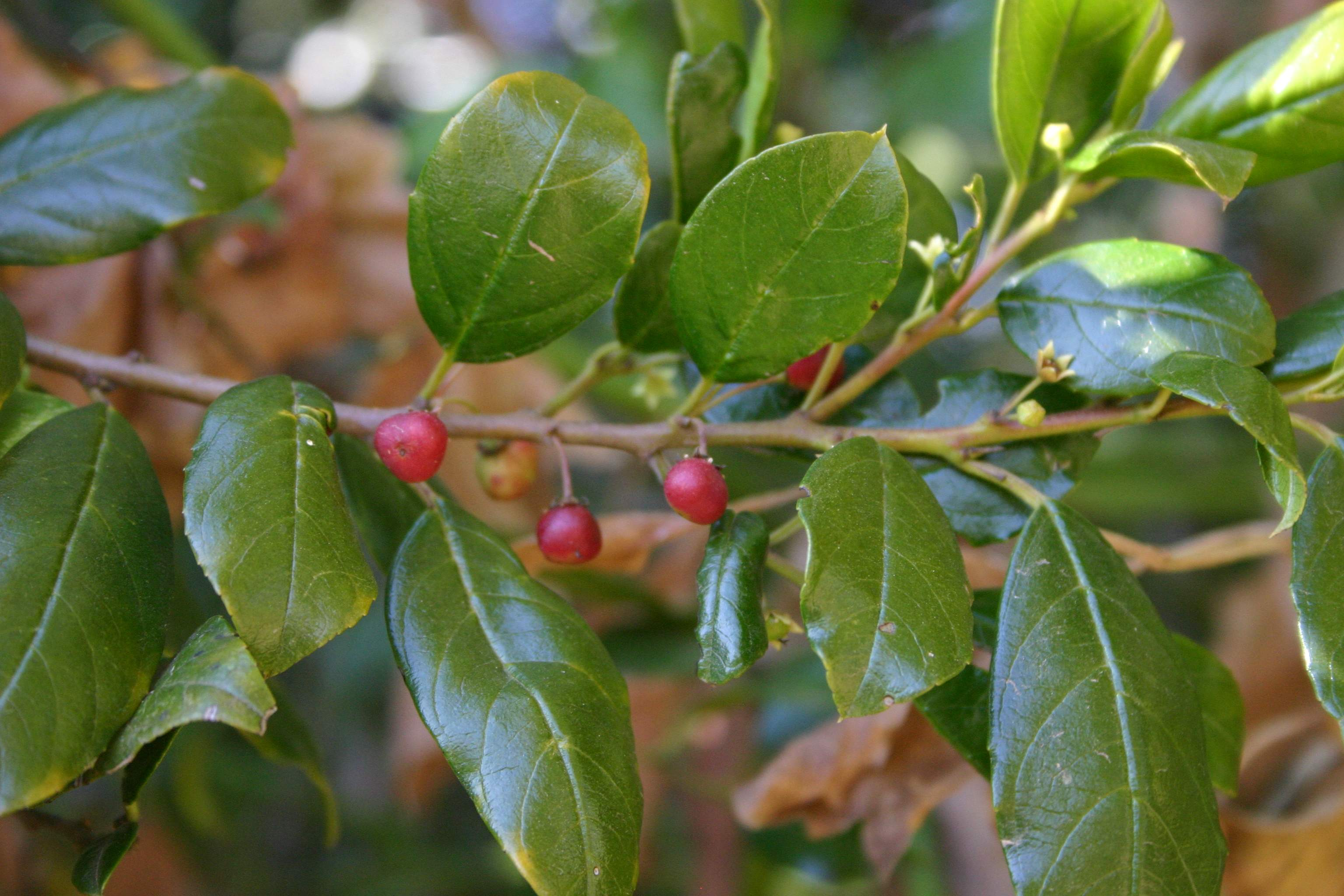